# Garrett TFE731
I Garrett TFE731 (o Honeywell TFE731) compongono una famiglia di motori aeronautici turboventola, del tipo Geared Turbofan, comunemente usati su business jet. Originariamente il progetto venne ideato dalla Garrett Systems che a seguito di una serie di fusioni confluì nella Honeywell.

## Storia del progetto
La TFE731 era basata sul nucleo della TSCP700, un'unità appositamente sviluppata come auxiliary power unit (APU), unità di alimentazione ausiliaria, per il McDonnell Douglas DC-10. Gli ideatori di questo progetto hanno lavorato per il raggiungimento di due importanti fattori: il basso consumo di carburante e un basso impatto acustico per soddisfare le normative statunitensi. 
Il primo test della TFE731 si è svolto nel 1970 presso lo stabilimento della Garrett a Torrance in California. Il primo modello entrato in produzione, il TFE731-2, è entrato in catena di montaggio nel mese di agosto del 1972, ed è stato utilizzato per equipaggiare il Learjet 35 / 36 e il Dassault Falcon 10, entrambi entrati in produzione nel 1973.
La versione TFE731-3 è stata sviluppata per l'uso nei Lockheed JetStar, le versioni successive sono state utilizzate su un gran numero di aeromobili, tra cui il Learjet 55.
Nel 1975, La versione TFE731 venne nominata prodotto aeronautico dell'anno dalla Ziff-Davis Publishing Company.
Il modello -5 venne certificato nel 1982, e un decennio più tardi, la TFE731-4 venne costruita utilizzando sezioni della TFE731-3 e della TFE731-5. Il TFE731-4 venne ideata per equipaggiare il Cessna Citation 650 Citation VII.
La versione più recente è la TFE731-50, basata sulla -60 utilizzata sul Dassault Falcon 900DX, che ha effettuato una serie di primi test di volo nel 2005. In seguito alla fusione, la Honeywell ha sviluppato una nuova versione di questo motore completo di gondola per ri-equipaggiare velivoli dotati di vecchi motori.

## Varianti e applicazioni
TFE731-2
- AIDC AT-3
- CASA C-101 Aviojet
- Dassault Falcon 10
- FMA IA-63 Pampa
- Hongdu JL-8
- Learjet 31
- Learjet 35
- Learjet C-21

TFE731-3
- Boeing Skyfox
- British Aerospace BAe 125 Series 700
- Cessna Citation III
- Cessna Citation VI
- Dassault Falcon 50
- Dassault Falcon 20
- Learjet 55
- Lockheed 731 Jetstar/Jetstar II
- IAI 1124 Westwind I

TFE731-4
- Aero L-139 (solo prototipo)
- Cessna Citation VII

TFE731-5
- Hawker 800/850XP

TFE731-20
- Learjet 40
- Learjet 45

TFE731-40
- Gulfstream G100/G150 (o IAI 1125 Astra SPX)
- C-38 Courier
- FMA IA 63 Pampa II

TFE731-50
- Hawker 900XP

TFE731-60
- Dassault Falcon 900DX

TFE731-1100
- IAI 1124A Westwind II

## Galleria d'immagini

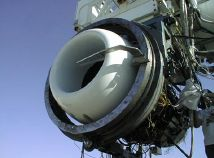
Un Honeywell TF731-60 montato su un banco prova durante un test
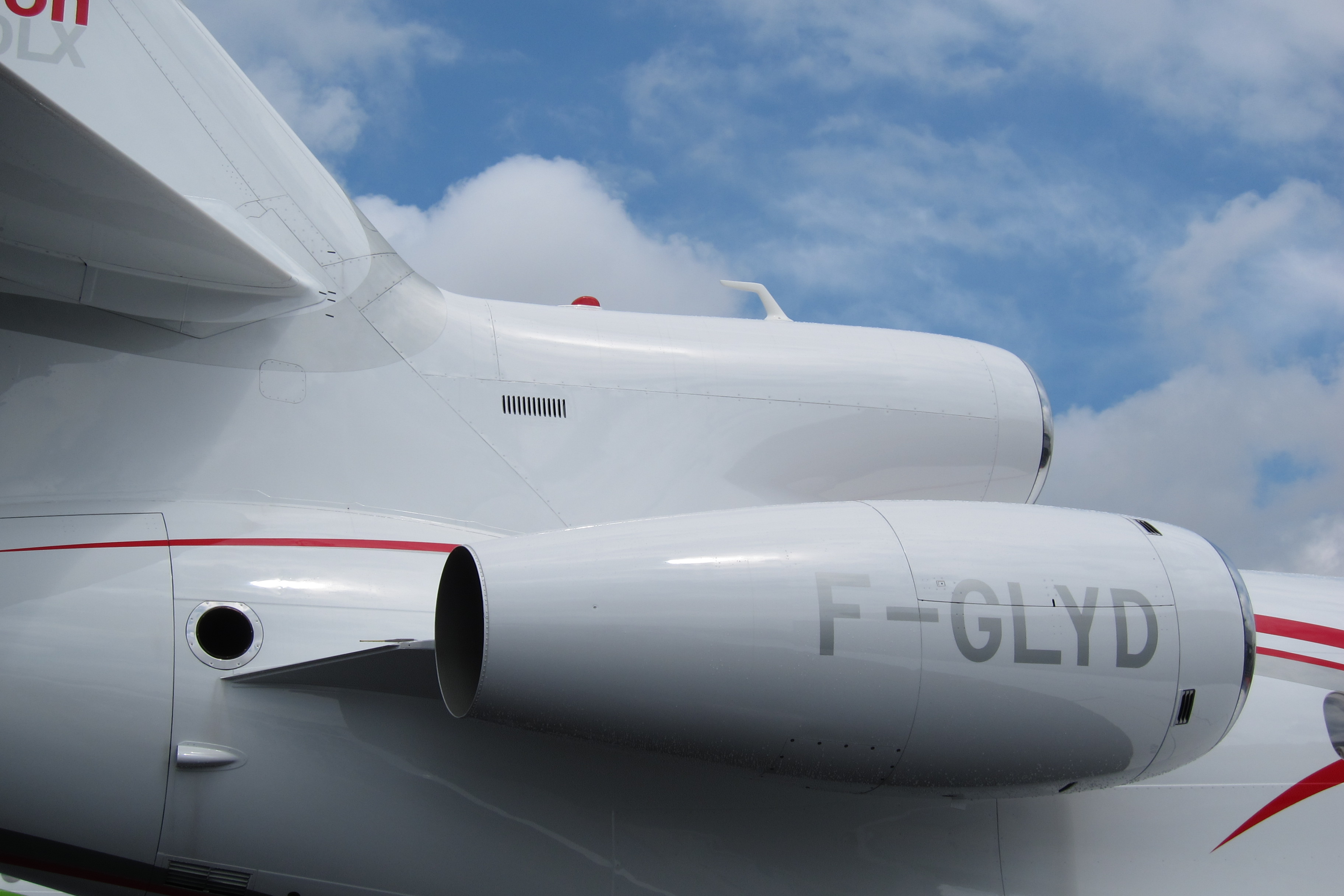
Parte posteriore di Honeywell TFE731 montato su un Falcon 900LX
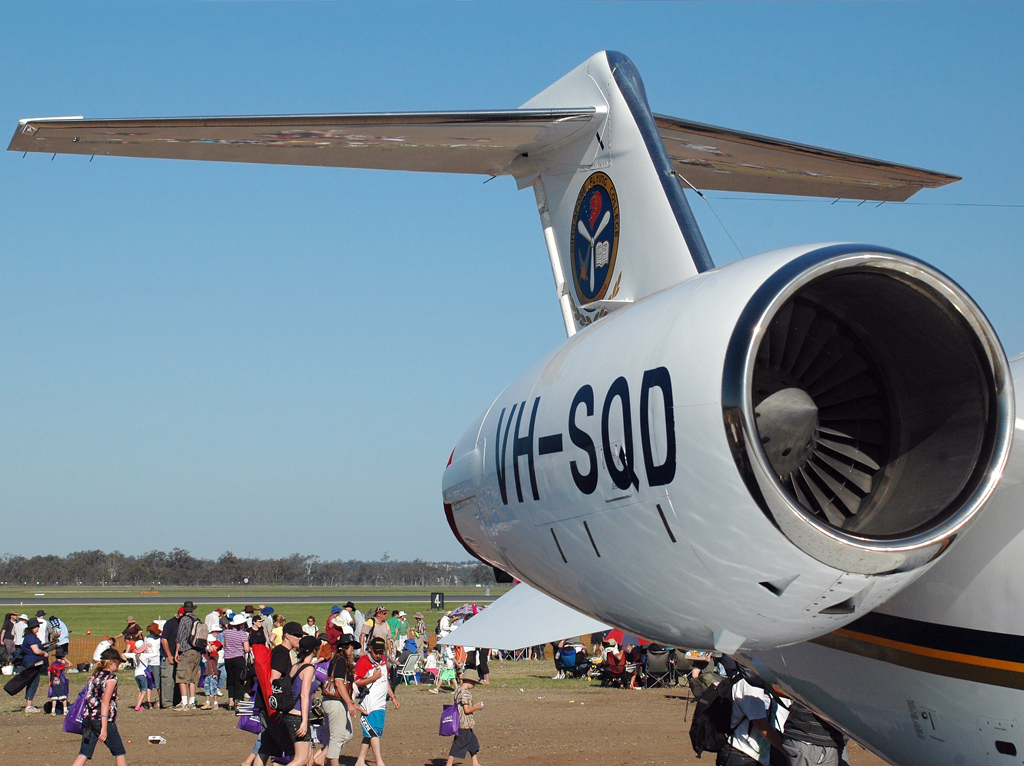
Parte anteriore di un Honeywell TFE731 montato su un Learjet 45